# Vilém Gauč
JUC. Vilém Gauč, úředně německy Wilhelm Gautsch (27. října 1816 Praha – 11. září 1866 Unhošť) byl český politik, novinář a odborný spisovatel, představitel radikálně demokratického politického proudu a účastník revoluce 1848 v českých zemích.

## Život
Narodil se v Praze jako nejstarší ze čtyř dětí pražského státního úředníka Václava Gautsche (1784–1856) a jeho manželky Aloisie, rozené Hájkové (1789–1862). Studoval na Karlo-Ferdinandově univerzitě v Praze práva, 22. května 1839 složil zkoušku kandidáta práv a obdržel titul JUC. Studia však nedokončil a pracoval jako advokátní koncipient a po té jako consulent u pardubické dráhy.
Byl zakládajícím členem tajného spolku Repeal, který inicioval revoluční pohyb v Čechách v březnu 1848. Byl též autorem českého provolání k Pražanům, ve kterém je zval k památné schůzi 11. března 1848 ve Svatováclavských lázních. Na této schůzi byl zvolen členem tzv. Svatováclavského výboru (→ revoluce 1848–1849 v Rakouském císařství). Za následné revoluce se stal poručíkem Národní gardy.
Poté se mj. zúčastnil jednání českých radikálních demokratů s Michailem Alexandrovičem Bakuninem na konci března 1849, kde se Bakunin pokoušel přimět české radikální demokraty ke společné koordinované revoluční akci spolu s radikálními demokraty v Německu. Čeští radikálové, včetně Gauče, souhlasili a stanovili společně začátek povstání na 12. květen 1849. V noci z 9. na 10. května však byl Gauč i všichni účastníci spiknutí (tzv. Májové spiknutí) pozatýkáni. V roce 1853 byl Gauč odsouzen k trestu smrti. Poprava ale nebyla vykonána a trest byl změněn na dlouholetý žalář.
V roce 1856 byl Gauč pravděpodobně amnestován, nejpozději v roce 1857;. Podle jiného zdroje byl amnestován již v roce 1854.
Oženil se s Marií Kabeláčovou (1830-1868), s níž měl dvě dcery. Pražská pobytová přihláška manželů z roku 1856 a rok narození starší dcery Anny (*1857) svědčí pro Gaučovo propuštění z vězení v letech 1854-1856 a pro to, že neovdověl, protože ho manželka o dva roky přežila. Osudy dcer Anny (1857-1874) a Vilemíny (* 1861-?) po matčině smrti nejsou doloženy.
Není jasné, zda Gauč rodinu opustil, když odešel do Unhoště, kde údajně zastával místo právního koncipienta u místního notáře.
Údajně zemřel na pruskou choleru, která se na Unhošťsku rozšířila v době prusko-rakouské války. Pohřben byl na hřbitově v Unhošti.

## Spisy
Vilém Gauč je autorem odborných prací, které psal česky i německy. Česky bylo vydáno:
- GAUČ, Vilém. Jednací řád a stručný výklad působnosti okresních zastupitelstev v království Českém. V Praze: Tiskem a nákladem Dr. Ed. Grégra, 1865. 64 s.
- GAUČ, Vilém. Stručný výklad podstaty Hypoteční banky Království českého a krátké poučení s příklady a vzorky (formuláři) o požadavcích k dosažení zápůjčky na pozemky a domy. V Praze: Tisk a sklad Jindřicha Mercy-ho, 1865. 75 s.
- GAUČ, Vilém. Důvěrenské úřady obecní, čili, Návod, jak by se v obcích Království českého důvěřenské úřady zaříditi měly a jak by jimi k uvarování nákladných rozepří právních mezi členy obce spor vedoucími narovnání učiniti lze bylo: slovo v čas. V Praze: Nákladem Národního kněhkupectví E. Petříka, 1866. 31 s.
- GAUČ, Vilém. Stručná statistika země a obyvatelstva království Českého: s ohledem na prvotní výrobu, průmysl, národnost a náboženství. V Praze: Tiskem a nákladem Dr. Ed. Grégra, 1866. 44 s.